# Hilfe! Mein Schneemann brennt
Hilfe! Mein Schneemann brennt (Originaltitel Help! My Snowman’s Burning Down) ist eine US-amerikanische Kurzfilmkomödie von Carson Davidson aus dem Jahr 1964.

## Handlung
Ein Steg an der New York Bay, die Silhouette von New York City im Hintergrund: Ein Mann sitzt vollständig bekleidet in einer gefüllten Badewanne, spannt Toilettenpapier in eine Schreibmaschine ein und tippt unter Wasser. Als ein Telefon klingelt, steigt er aus dem Wasser. Auf dem Steg befinden sich eine Toilette, eine Tür mit Rahmen, sowieso ein Waschbecken und ein Badezimmerschrank. Es klopft und vor der Tür steht eine Indianerfigur aus Stein. Zurück in der Wanne, in der kein Wasser mehr ist, angelt sich der Mann mithilfe eines Rings, den er in den Abfluss der Wanne hinablässt, eine Frau, die jedoch nur ihre Hand durch den Abfluss steckt. Er lackiert ihr die Nägel, reicht ihr ein gefülltes Glas und stößt mit ihr an. Es klopft und vor der Tür fährt ein Zug entlang. Nach seiner Rückkehr ist die Frauenhand verschwunden und der Mann beginnt erneut zu angeln, wobei er diesmal ein Armband als Köder nimmt. Unbemerkt wickelt sich Toilettenpapier um sein Bein und er folgt der Papierspur in eine Bar, wo sich aus dem Papierumriss an einer Wand schließlich eine Frau löst, die nur in Unterwäsche bekleidet zu ihm geht. Als sie sich weiter entkleiden will, kehrt er auf seinen Steg zurück und setzt sich in Winterkleidung in seine Badewanne. Es beginnt zu schneien und als aus dem Warmwasserhahn nur Eiswürfel kommen, zündet der Mann kurzerhand seine Mütze an. Es klopft und die Feuerwehr steht vor der Tür, um zu löschen. Kurz darauf klingelt das Telefon, doch entschuldigt sich der Mann, als er abnimmt, da er eine falsche Nummer gewählt habe. Nachdem er das Telefon in der Toilette heruntergespült hat, geht der Mann durch seine Tür und fällt ins Wasser. Er erklimmt die Badewanne, die ebenfalls im Wasser schwimmt. Ein Spielzeug-U-Boot erscheint und schießt auf die Badewanne, die mit dem Mann im Wasser versinkt.

## Produktion
Der Film ist eine surrealistische Satire auf Avantgardefilme der Zeit bzw. eine absurde Farce. Davidson selbst schloss seinen Film mit den Worten „Der Unfall, dessen Zeuge Sie gerade wurden, wurde von Carson Davidson geschrieben, produziert und gedreht …“ („The accident you have just witnessed was written produced and directed by Carson Davidson …“). Der Film wurde in New York City gedreht. Er lief unter anderem Ende Mai bzw. Anfang Juni 1964 im Rahmen der Internationalen Filmfestspiele von Cannes.

## Auszeichnungen
Hilfe! Mein Schneemann brennt wurde in Cannes 1964 mit dem Kurzfilm-Spezialpreis der Jury ausgezeichnet. Er erhielt zudem 1965 eine Oscar-Nominierung in der Kategorie Bester Kurzfilm.